# MG 3
La MG3 è un'autovettura prodotta dalla SAIC con marchio Morris Garages dal 2008. Appartiene alla categoria delle utilitarie.

## Prima serie (2008-2011)
La prima serie del modello, che è conosciuta come MG3 SW, è essenzialmente una versione ottenuta dalla Rover Streetwise tramite badge engineering. Il modello Rover citato fu tolto di produzione nell'aprile del 2005 a seguito del fallimento del gruppo MG Rover.
La produzione di questa prima serie del modello è iniziata nel 2008 presso gli stabilimenti SAIC di Pukou.
La MG3 SW è prodotta solamente per il mercato cinese e non è esportata.

### Motorizzazioni
| Modello       | Disponibilità    | Motore  | Cilindrata (cm³) | Potenza        | Coppia Massima (Nm) | Emissioni CO2 (g/Km) | 0–100 km/h (secondi) | Velocità max (Km/h) | Consumo medio (Km/l) |
| 1.4 serie N/K | dal 2008 al 2011 | Benzina | 1396             | 76 kW (103 CV) | 123                 | 103                  | 11.0                 | 179                 | 6.8                  |
| 1.8 serie N/K | dal 2008 al 2011 | Benzina | 1795             | 88 kW (120 CV) | 160                 | 103                  | 9.7                  | 185                 | 8.1                  |

## Seconda serie (2011-2024)
La nuova serie di MG 3 è stata presentata al pubblico, sotto forma di concept car, al salone dell'automobile di Pechino del 2010. Il modello è basato su una piattaforma completamente rinnovata avente un passo di 2,5 metri. Questo pianale è fornito di sospensioni MacPherson all'avantreno e di ponte torcente al retrotreno. Lo sviluppo venne eseguito nel Regno Unito, mentre la produzione ha luogo solo in Cina. La vettura è stata messa in vendita in Cina nella primavera del 2011. Il motore è montato anteriormente, e la trazione è all'avantreno.

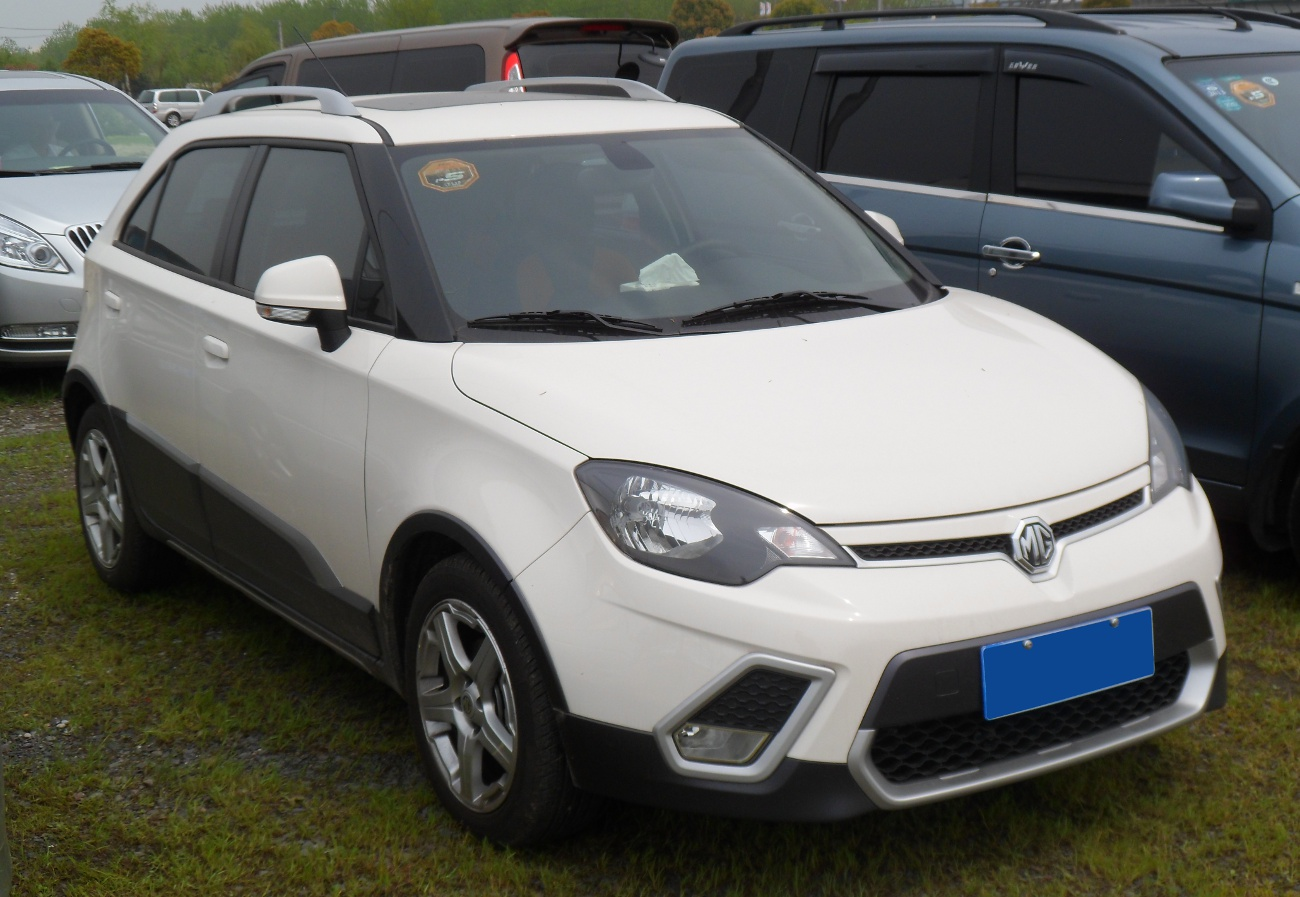
Una MG 3 Xross

I motori disponibili sono tre. Hanno una cilindrata di 1,3 L e 1,5 L; quest'ultimo è anche offerto in versione sovralimentata. Sviluppano, rispettivamente, 67, 107 e 165 CV di potenza. Sono accoppiati ad un cambio manuale a cinque rapporti oppure ad una trasmissione della AMT.
È previsto il lancio anche nel Regno Unito, e la sua produzione è stata realizzata a Birmingham insieme a quella della MG6 fino al 2016. L'auto, come tutti i modelli della Morris Garages con la gestione SAIC, non viene importata in Italia.
Questa nuova serie di MG3 è anche disponibile in versione crossover (simile alla Rover Streetwise ed alla MG3 SW). Questa variante è conosciuta come MG3 Xross.